# Masdevallia teaguei
Masdevallia teaguei är en orkidéart som beskrevs av Carlyle August Luer. Masdevallia teaguei ingår i släktet Masdevallia och familjen orkidéer. Inga underarter finns listade i Catalogue of Life.

## Bildgalleri

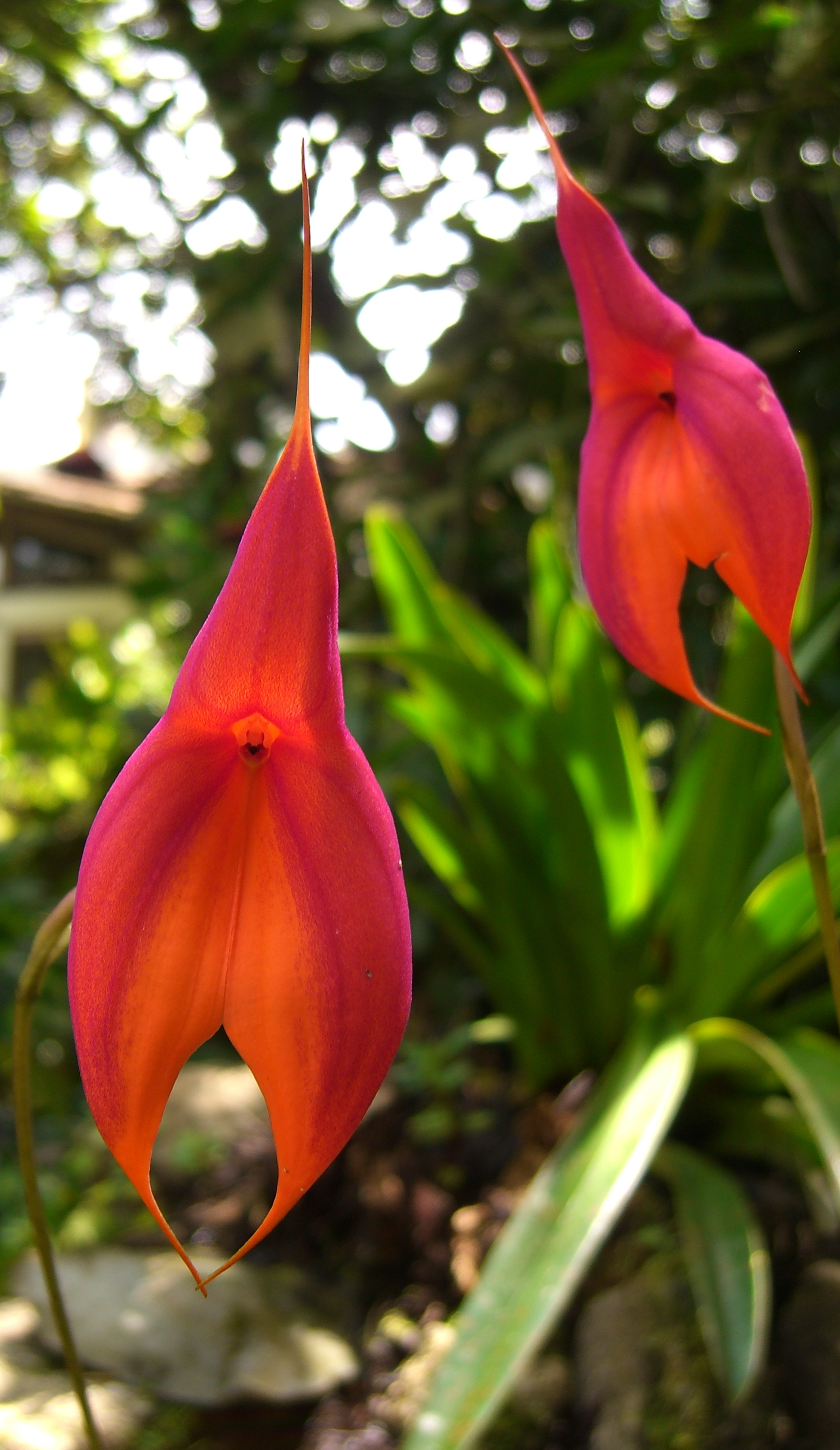